# Pałac Szachów Szyrwanu
Pałac Szachów Szyrwanu (azer. Şirvanşahlar sarayı) – zabytkowy zespół pałacowy w Baku, stolicy Azerbejdżanu. Jest jednym z symboli miasta. Znajduje się w zachodniej części Miasta Wewnętrznego i stanowi największą powierzchniowo jego część.
W roku 2000 obiekt (wraz z Miastem Wewnętrznym i basztą Dziewiczą) został umieszczony na Liście Światowego Dziedzictwa UNESCO.
Krótko po wpisie, w listopadzie 2000 doszło w Azerbejdżanie do trzęsienia ziemi, które uszkodziło obiekt. Zwracając uwagę na brak działań ze strony władz krajowych w celu odpowiedniego zachowania i ochrony tego obiektu jako dziedzictwa kulturowego, UNESCO w 2003 włączyło go na „Listę Dziedzictwa Zagrożonego”. Zastrzeżeniem był negatywny wpływ rozwoju miasta, braku polityki ochrony i wątpliwe działania konserwatorskie. Jednak gdy organy azerskie podjęły odpowiednie kroki i zapewniły odpowiedni poziom ochrony i zarządzania majątkiem, UNESCO w 2009 zdjęło obiekt z listy zagrożonych.

## Historia
Pałac w Baku zaczął wznosić w 1411 szach Ibrahim I, a prace kontynuował jego syn, szach Chalilulah I (1417–1462) (który był żonaty z prawnuczką Tamerlana) oraz jego następca szach Farruch Jasar (1462–1501). Pałac, który usytuowano w najwyższej części ówczesnego miasta, był główną siedzibą władców Szyrwanu (dzisiejszego zachodniego Azerbejdżanu). W 1501 wojska perskiego szacha Isma'ila I z dynastii Safawidów podbiły Baku; zburzono wówczas budynek mieszkalny pałacu a do Tebrizu wywieziono bibliotekę i skarbiec pałacowy. W 1514 w bitwie na równinie Czałdyran szach Isma'il I poniósł klęskę w starciu z osmańskim sułtanem Selimem I. Efektem tego było zajęcie Tebrizu przez sułtana, a zagrabione wcześniej skarby z pałacu w Baku zostały przewiezione do Stambułu. Były wśród nich m.in. zbroje szachów Szyrwanu Kej-Gubada, Chalilullaha i Farrucha Jasara, które obecnie znajdują się w Muzeum Wojskowości w Stambule. W XIX wieku planowano na miejscu kompleksu pałacowego wybudować sobór Aleksandra Newskiego, ale nie znaleziono miejsca zastępczego dla stacjonującego tam wojska i fakt ten uratował budowle pałacowe przed całkowitym zniszczeniem.
Rozporządzeniem Rady Ministrów Azerbejdżańskiej SRR z 23 kwietnia 1957 kompleks pałacowy został uznany za rezerwat, a 3 stycznia 1964 utworzono w nim muzeum. Decyzją Ministra Kultury Republiki Azerbejdżanu z 8 lutego 1994 „Kompleks pałacowy szachów Szyrwanu” został określony jako najważniejsze muzeum w kraju. Znajduje się w nim 4600 obiektów archeologicznych, 2019 numizmatycznych, 4284 zdjęcia i 1562 rękopisy. Liczbę 15 mln odwiedzających muzeum osiągnęło w maju 2009, w przededniu rocznicy 45-lecia swej historii. Muzeum czynne jest codziennie w godz. 10-18. Obiekt był rekonstruowany w latach 2001–2002 w ramach Projektu Wspierania Dziedzictwa Kulturowego Azerbejdżanu (1999–2010) z funduszy Banku Światowego.

## Opis

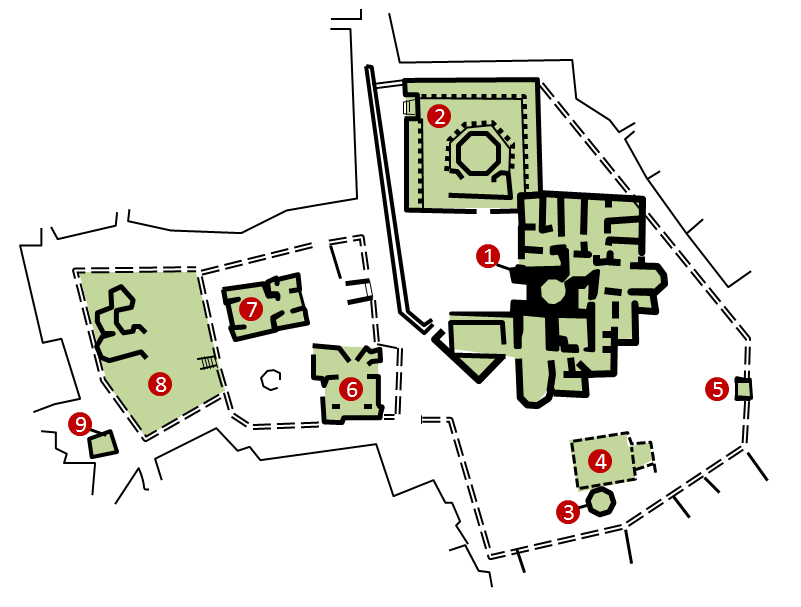
Plan kompleksu: 1 – pałac, 2 – diwanchane, 3 – mauzoleum Sejjida Jahja Bakuwiego, 4 – miejsce zniszczonego meczet Kej-Kubada, 5 – brama Sułtana Murada, 6 – meczet Pałacowy, 7 – świątynia, 8 – łaźnie, 9 – ovdan

Terytorium kompleksu pałacowego zostało podzielone na 3 dziedzińce, każdy z różnicą poziomów rzędu 5-6 m.
Głównym budynkiem zespołu jest dwukondygnacyjny pałac wzniesiony w roku 1411. Na piętrze zachowało się 16 z 25 komnat, natomiast na parterze było 27 pomieszczeń dla służby i do przechowywania zapasów. Praktycznie przetrwały one w niezmienionym stanie do dzisiaj. Wyrazu budynkowi nadają lakoniczne formy, słoneczne tony gładkiej powierzchni ścian, wzorzyste szebeke górnych okien i okna-strzelnice parteru. W pałacu mieści się kolekcja muzealna o tematyce historycznej.
Do głównego budynku przylega diwanchane – niewielki wykwintny pawilon od wewnętrznej strony dziedzińca, otoczony z trzech stron galerią. Pawilon zbudowano w 1428, a w czasach  szacha Chalilullaha I działał w nim sąd. Pawilon składa się z ośmiokątnej sali, przykrytej kamienną kopułą. Wysoki, smukły portal głównego wejścia ozdobiony jest wyrafinowanym i pięknym ornamentem i napisami. Prócz tego zdobią go dwa medaliony, zawierające kaligraficzne napisy w języku arabskim, wykonane pismem w stylu kufi.
Mauzoleum Szachów Szyrwanu zbudowano na planie prostokąta i przykryto sześciokątną kopułą, ozdobioną wieloramiennymi gwiazdami. O przeznaczeniu budynku mówi napis nad portalem wejściowym: „Potężny sułtan, wielki szach Szyrwanu, imiennik Proroka Bożego, obrońca religii, Chalilullah I rozkazał wznieść ten świetlisty grobowiec dla swojej matki i syna w osiemset trzydziestym dziewiątym roku (hidżry)” – a więc w latach 1435–1436. Nad łukiem wejściowym umieszczono sześciokątną rozetę z imieniem Alego, powtórzonym 12 razy. Szczyt portalu zwieńczony jest cytatem z Koranu, sławiącym Allaha. W dwóch medalionach w kształcie kropel umieszczonych po bokach portalu znajdują się napisy z imieniem architekta, którym był niejaki Ali.
W niższej części kompleksu, na dolnym dziedzińcu, znajduje się meczet pałacowy z dwoma pomieszczeniami modlitewnymi, większym dla mężczyzn i mniejszym dla kobiet. W górne rogi centralnej sali meczetu wmurowano cztery wielkie gliniane dzbany, zwrócone otworami w stronę sali. Daje to z jednej strony znakomity rezonans, gdyż owe dzbany służą jako swoiste głośniki, a z drugiej strony jest to środek antysejsmiczny, nadający budynkowi odporność na wstrząsy – obniżono tu punkt ciężkości dzięki zmniejszeniu ciężaru górnej części. Okna meczetu ujęte są w kamienne kratki-szebeke. Rytualnej ablucji dokonywano w północnej części dziedzińca, gdzie na podwyższeniu znajduje się studnia i niewielki basen. Minaret meczetu ma wysokość 22 m. Widnieje na nim resztka napisu: „... rozkazał zbudować ten meczet potężny sułtan Chalilullah I. Niechaj Allah okryje chwałą dni jego panowania i królowania. Osiemset czterdziesty piąty rok” – a więc 1441–1442.
Na najniższym tarasie zespołu pałacowego znajdują się łaźnie z XVII wieku. Odkryto je dopiero w 1939, gdyż były całkowicie przysypane ziemią, na powierzchni zaś rósł sad. Łaźnie składały się z 26 pomieszczeń i miały podłogi znacznie poniżej gruntu, co gwarantowało bardziej stabilną temperaturę wnętrz o każdej porze roku. Było to typowe rozwiązanie dla łaźni z Baku – opalano je zgęszczoną i stwardniałą białą naftą pod postacią żółtych kamieni, które płonęły jak świeca. Woda ze specjalnego zbiornika (ovdanu) dostarczana podziemnymi galeriami (kəhrizami) trafiała do kotłowni (külxanu) i była rozprowadzana dalej ceramicznymi rurami.
W południowej części zabudowań pałacowych mieści się Mauzoleum Sejjida Jahji Bakuwiego, nadwornego uczonego szacha Chalilullaha, które także znane jest pod bardziej potoczną nazwą „Mauzoleum Derwisza”.
Po wschodniej stronie fortyfikacji pałacowych znajduje się najpóźniej zbudowany obiekt w kompleksie pałacowym, ozdobne wejście zwaną bramą Sułtana Murada. Zbudowane zostało w czasie osmańskiej okupacji w 1585, a jego nazwa upamiętnia władcę Imperium Osmańskiego – sułtana Murada III.

## Galeria

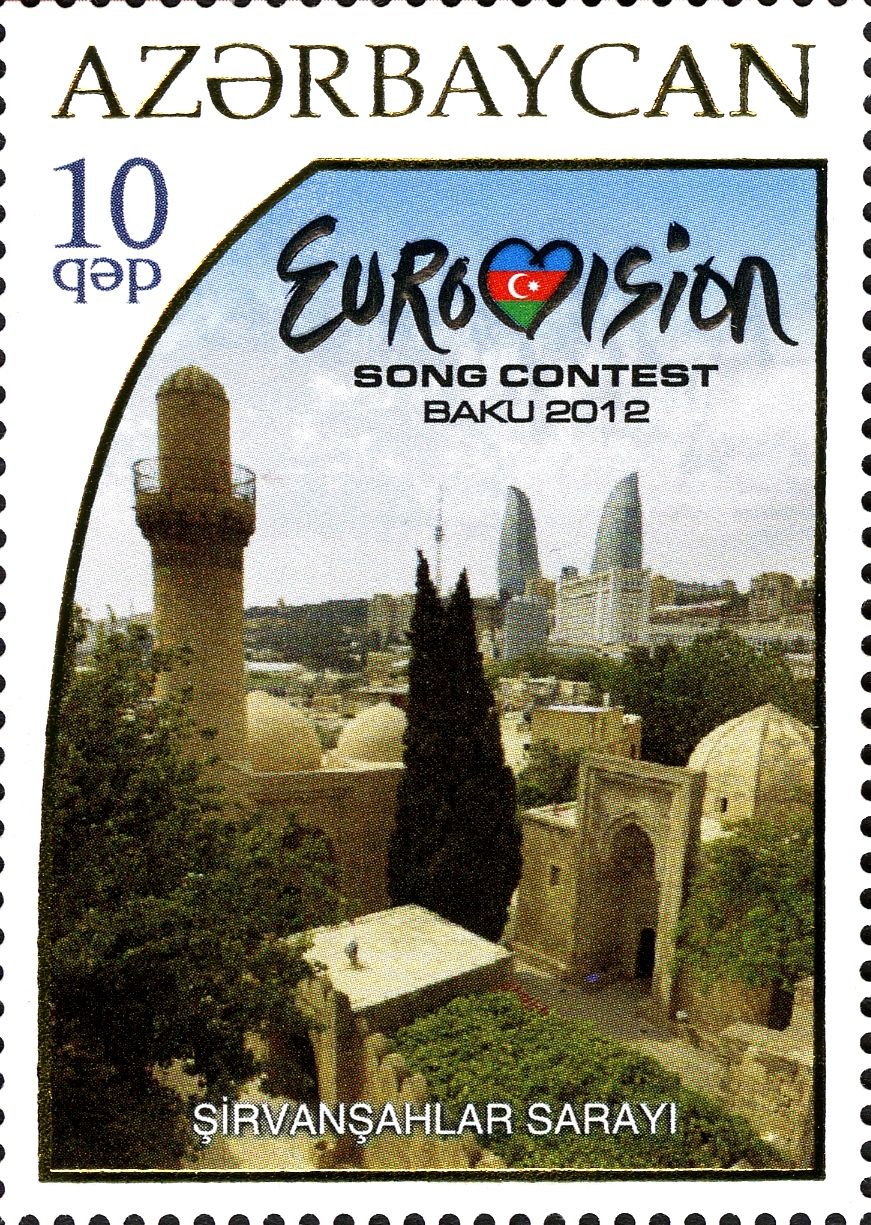
Znaczek wydany z okazji Konkursu Piosenki Eurowizji 2012
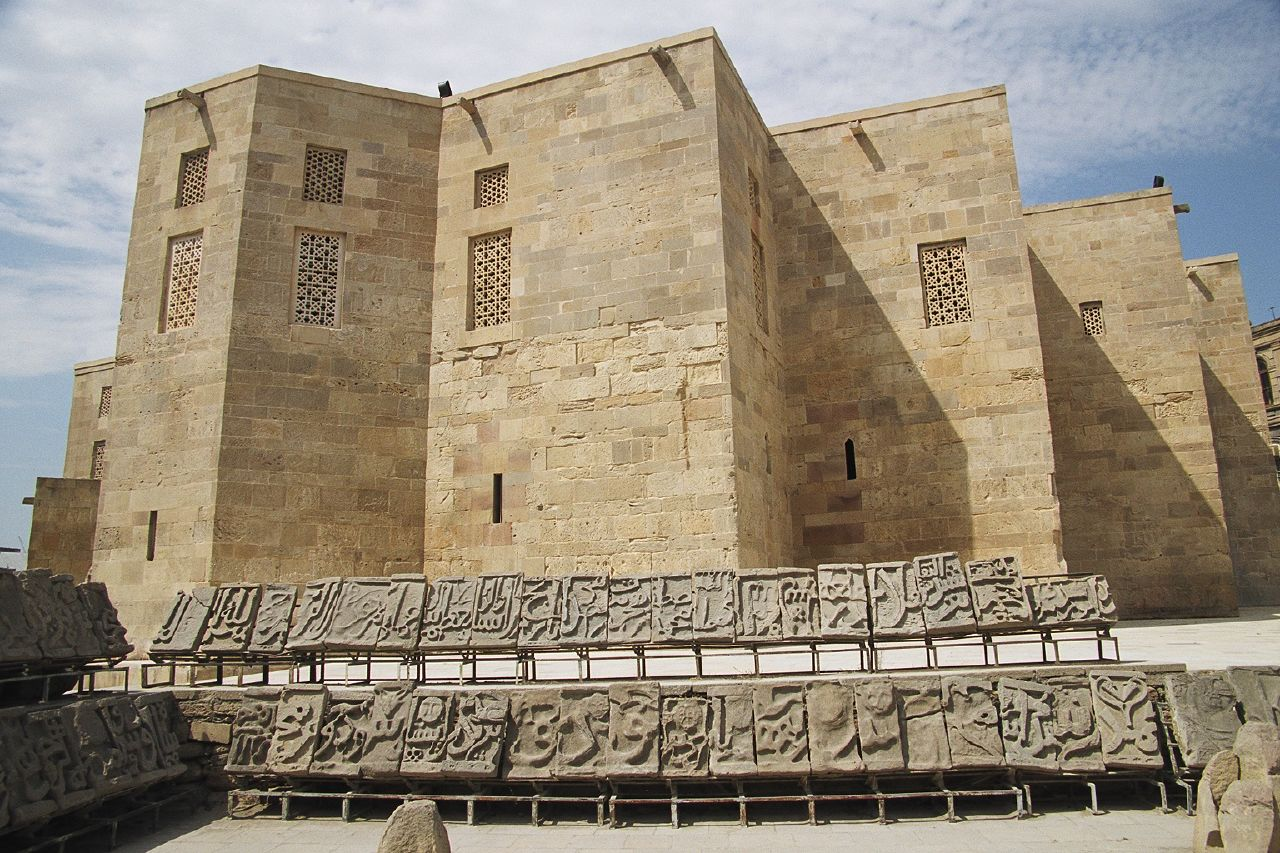
Pałac
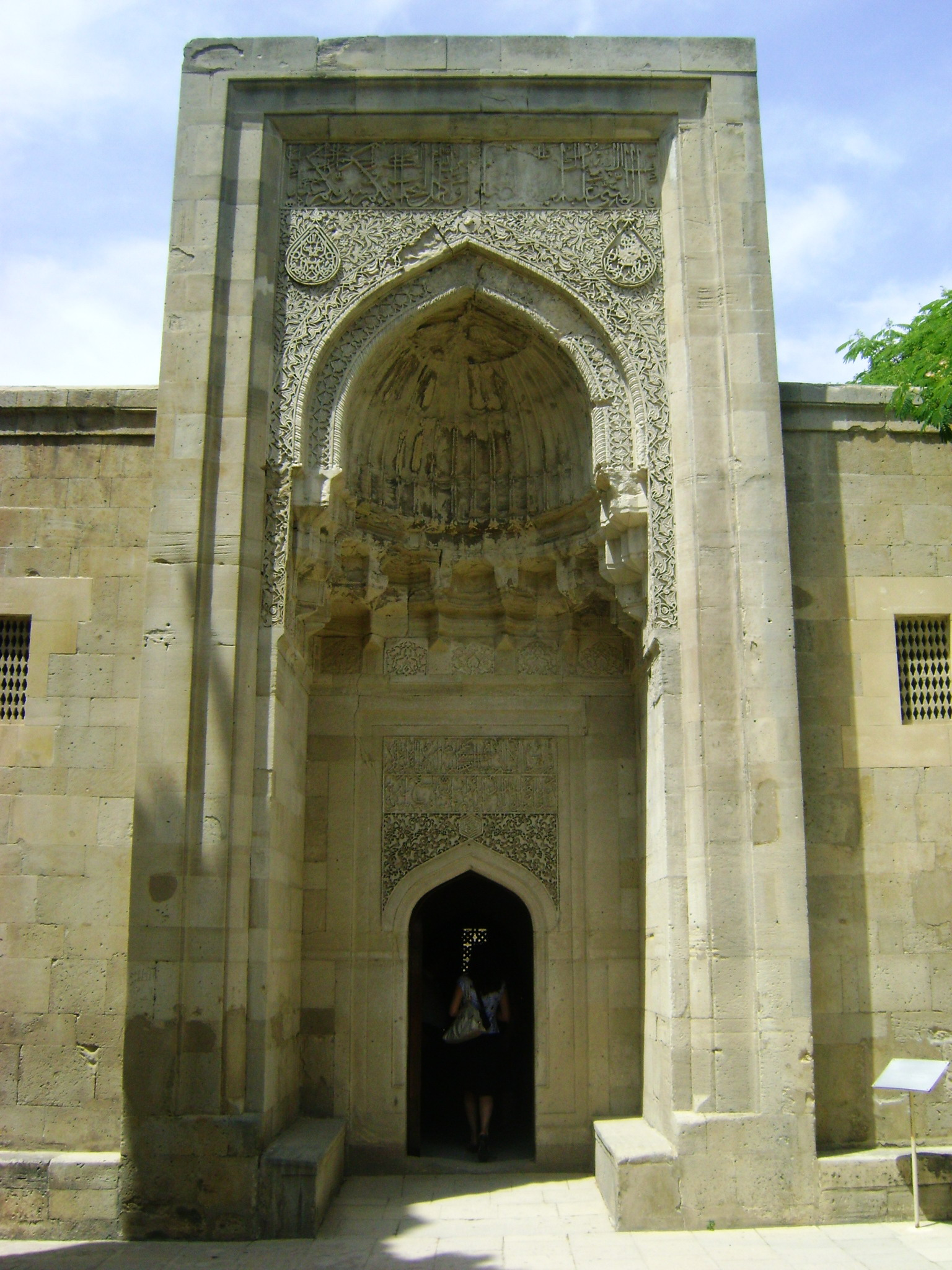
Portal mauzoleum Szachów Szyrwanu
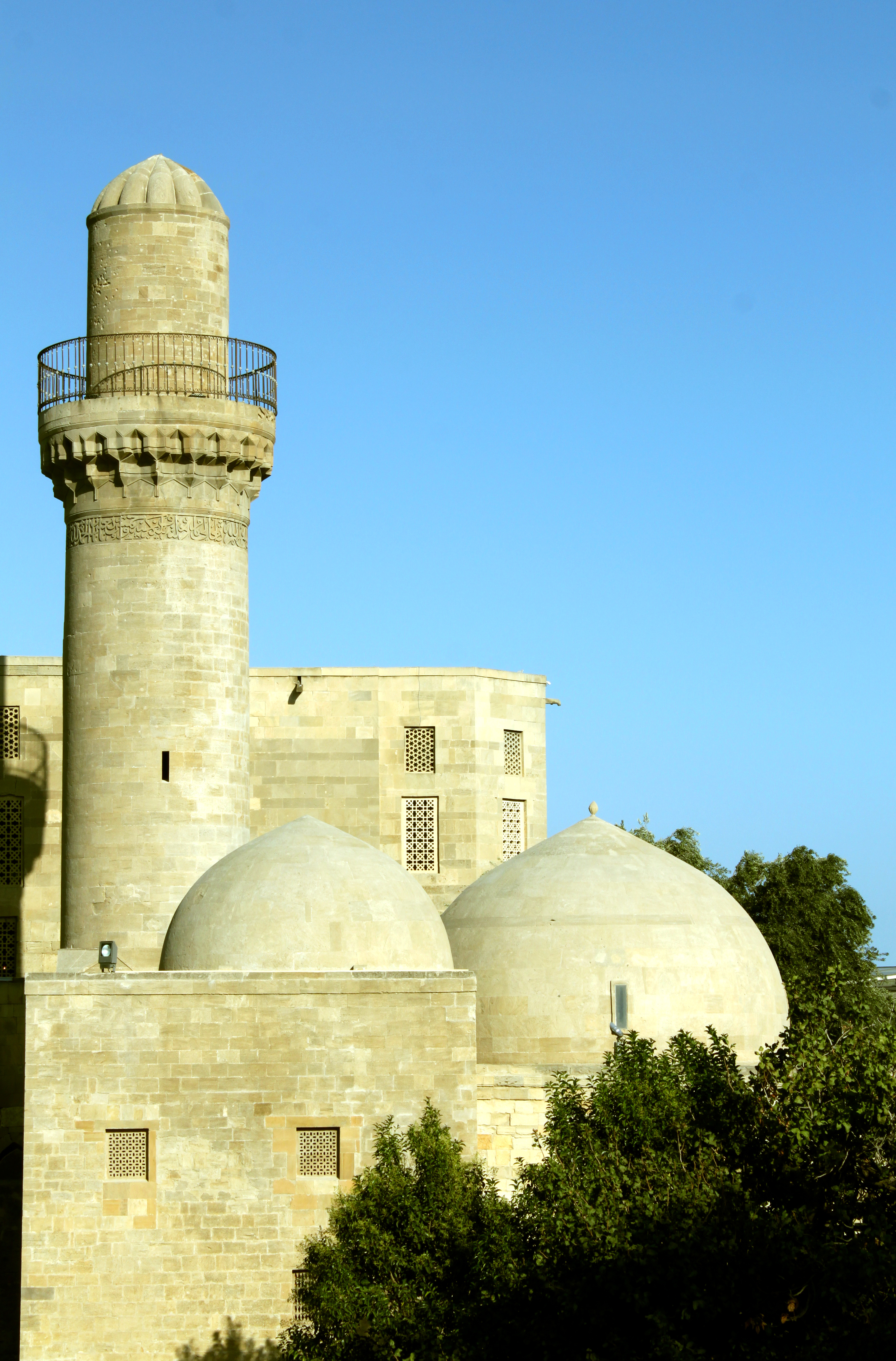
Meczet pałacowy
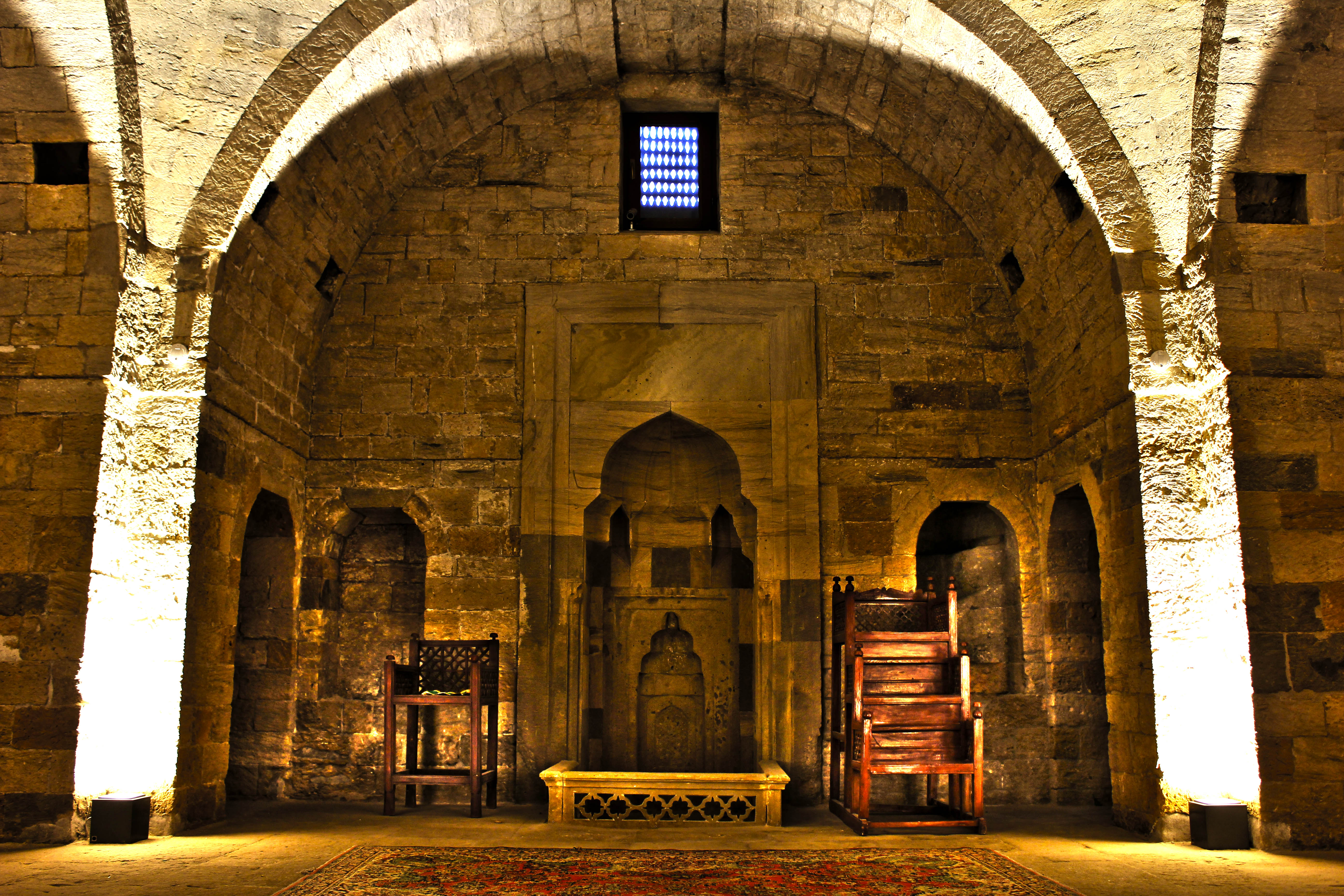
Wnętrze meczetu pałacowego
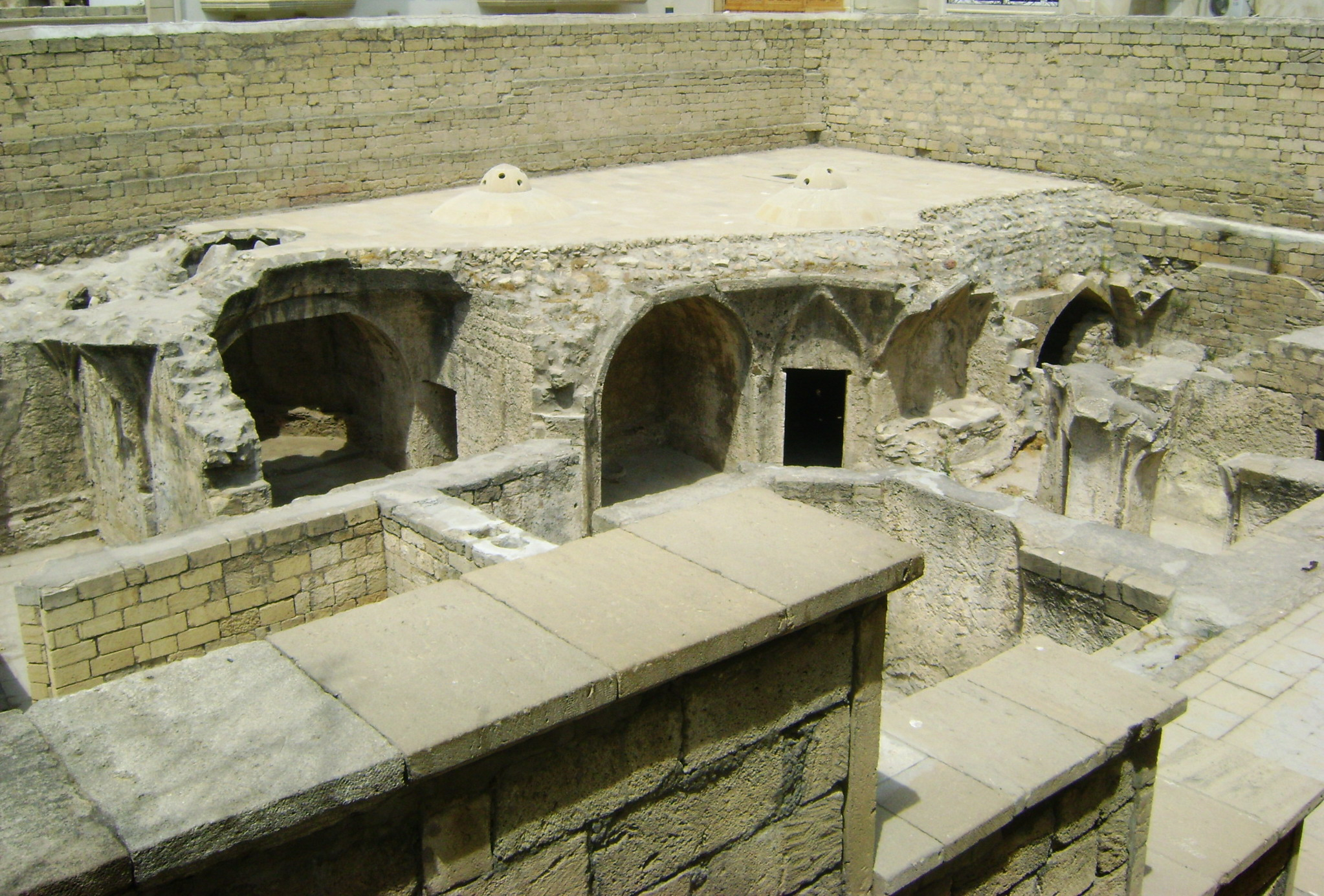
Łaźnie
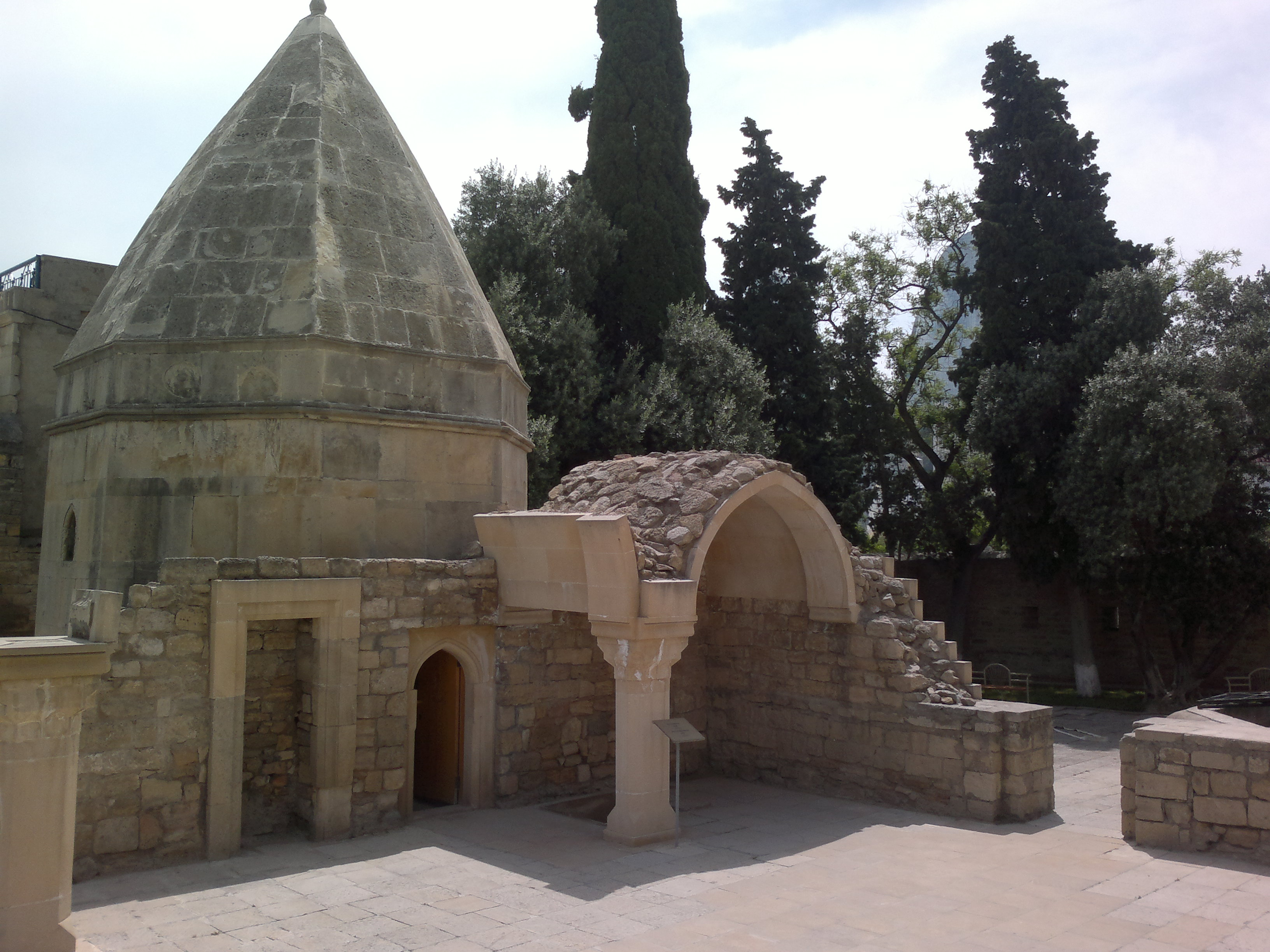
„Mauzoleum Derwisza”
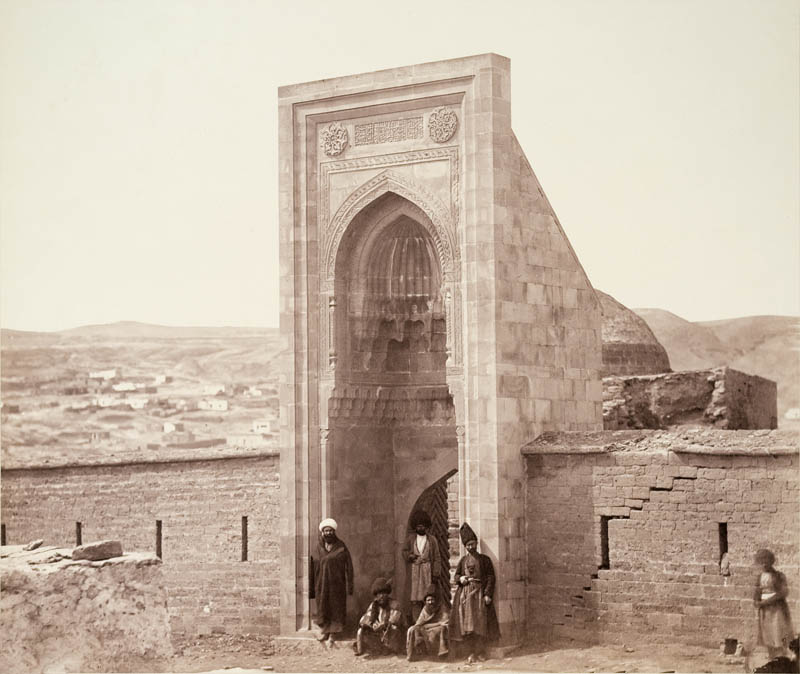
Brama Sułtana Murada na rycinie z lat 1860-1870